# Hile du poumon

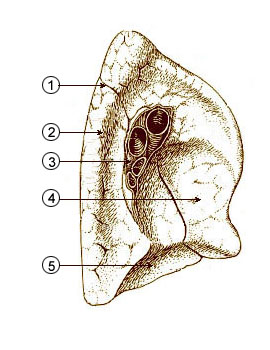
Illustration d'un hile pulmonaire

« Hile » est un terme issu du latin : hilum, désignant à l'origine le petit point noir situé sur une fève.
Le hile est une zone d'un organe par où pénètre son paquet vasculo-nerveux. On parle de hile du poumon, du foie, du rein.

## Description générale
Le hile pulmonaire est situé sur la face médiastinale (ou face médiale) de chaque poumon du côté du cœur. Le hile de chaque poumon est le point où les vaisseaux pulmonaires, les bronches, les vaisseaux lymphatiques et les nerfs entrent ou sortent du poumon, il présente une dépression. Au niveau du hile et le long du ligament pulmonaire, la plèvre viscérale se réfléchit sur la face pulmonaire pour devenir plèvre pariétale délimitant le médiastin et la face interne de la paroi thoracique.
Le hile contient les bronches et les pédicules pulmonaires : 
- en avant la veine pulmonaire supérieure ;
- en bas la veine pulmonaire inférieure ;
- au milieu et en haut l'artère pulmonaire qui se divise ;
- en arrière la bronche principale qui se divise.

## Hile droit

### Forme
Le hile pulmonaire droit a une forme rectangulaire.

### Limites
Ce hile est circonscrit par un relief : la ligne de réflexion de la plèvre. Le hile forme un creux où pénètre les deux bronches lobaires droites (car la bronche souche droite se divise un peu avant le hile). Autour du hile se trouve également l'empreinte de la crosse de la veine cave supérieure.

### Éléments le composant
- Bronche lobaire supérieure droite et tronc bronchique intermédiaire
- Deux branches de l'artère pulmonaire correspondant aux bronches lobaire supérieure et intermédiaire
- Deux veines pulmonaires
- Une Artère bronchique et veines associées
- Plexus nerveux
- Ligament triangulaire
- Ganglions lymphatiques

## Hile gauche

### Forme
Le hile pulmonaire gauche est en forme de pipe. 

### Limites
Comme pour le hile droit, il s'agit de la ligne de réflexion de la plèvre. Les deux feuillets se réunissent en bas pour former le ligament triangulaire du poumon, situé sous le hile pulmonaire. C'est un moyen de fixation du poumon par sa face médiastinale.

### Éléments le composant
- Bronche souche gauche
- Deux veines pulmonaires gauches
- Artère pulmonaire gauche
- Deux Artères bronchiques et veine associée
- Ligament triangulaire.
- Ganglions lymphatiques.
- Plexus nerveux.